# We Are One (Wild-Youth-Lied)
We Are One ist ein englischsprachiger Popsong der irischen Band Wild Youth. Er wurde von Conor O’Donohoe, Ed Porter und Jörgen Elofsson geschrieben. Mit dem Titel vertrat die Gruppe Irland beim Eurovision Song Contest 2023 in Liverpool.

## Hintergrund
Am 9. Januar wurde bekanntgegeben, dass die Gruppe Wild Youth an der Show Eurosong 2023 Late Late Show Special teilnehmen werde. Der Beitrag wurde in der Radioshow von Ryan Tubridy auf RTÉ Radio 1 präsentiert. Die Vorentscheidung fand am 3. Februar statt. Mit 34 Punkten konnte die Gruppe die Show für sich entscheiden.
Der Titel wurde von Conor O’Donohoe, Ed Porter und Jörgen Elofsson komponiert und getextet, die Produktion erfolgte durch Jacob Bitove.

## Inhaltliches
Nach Angaben der Band sei die Inspiration für We Are One während eines Gespräches über den Wettbewerb selbst gekommen. Er handele davon, dass jeder er selbst sein solle. Der Titel ist in einem Pop-Rock-Stil gehalten und besteht aus zwei Strophen, die sich durch einen Refrain abwechseln sowie einem Outro.

## Veröffentlichung
Der Titel wurde am 27. Januar 2023 als Musikstream veröffentlicht. Am 8. März 2023 wurde eine überarbeitete Version des Liedes veröffentlicht. Gleichzeitig erschien ein Musikvideo.

## Beim Eurovision Song Contest
Irland nahm an sechster Stelle des ersten Halbfinales des Eurovision Song Contests 2023 teil, das am 9. Mai 2023 stattfand. Mit 10 Punkten und einem 12. Platz konnte die Band sich jedoch nicht für das Finale des Wettbewerbs qualifizieren.

## Chartplatzierungen
| ChartsChartplatzierungen | Höchstplatzierung | Wochen |
| ------------------------ | ----------------- | ------ |
| Irland (IRMA)            | 93 (1 Wo.)        | 1      |